# Elijah Wald

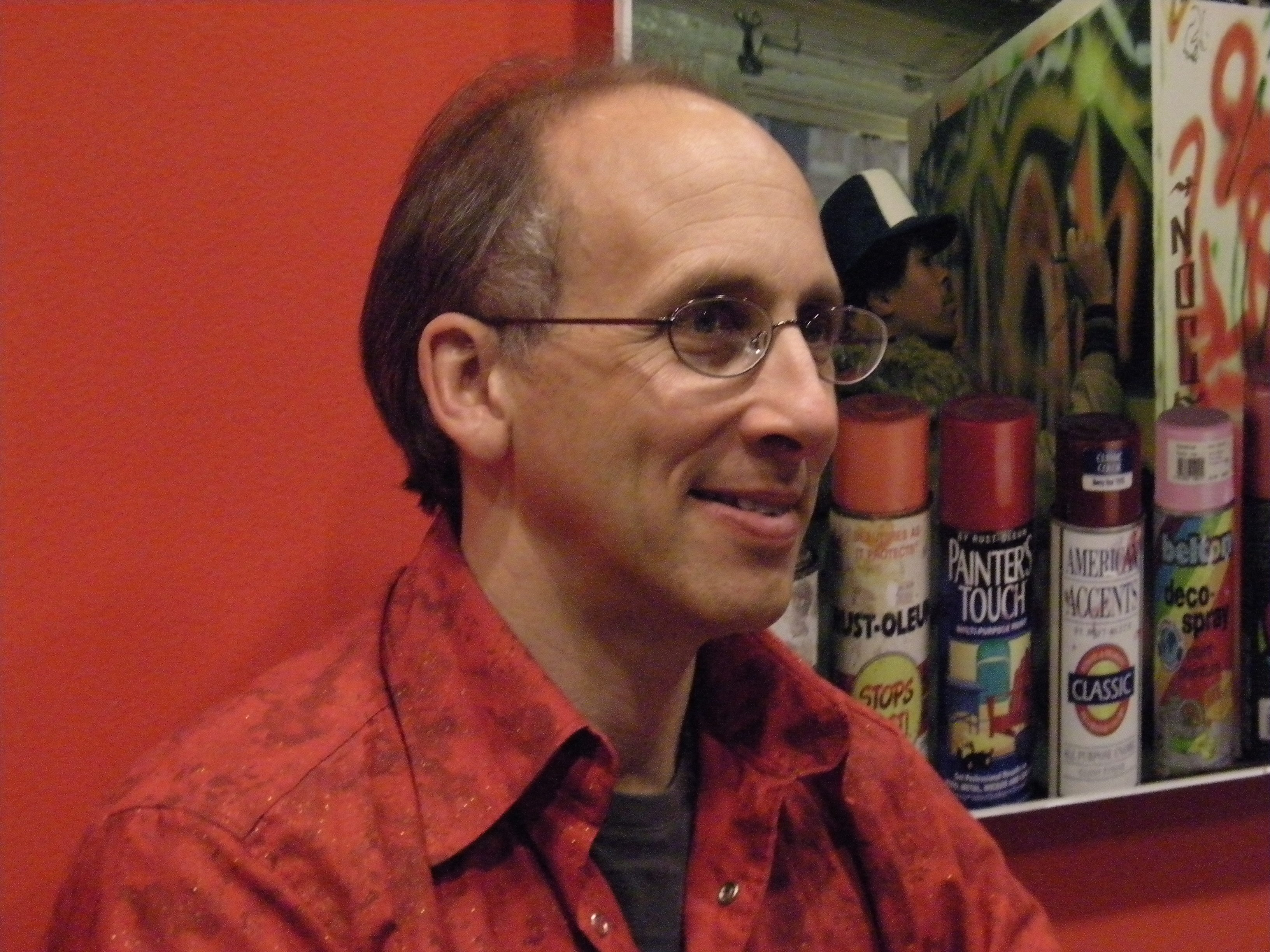
Elijah Wald (2008)

Elijah Wald (* 1959 in Cambridge, Massachusetts) ist ein US-amerikanischer Gitarrist und Musikwissenschaftler.

## Leben
Wald wurde als Sohn von George Wald und Ruth Hubbard geboren. Im Alter von 18 Jahren beschloss er, Gitarrist zu werden und bereiste während ca. zwölf Jahren die Welt. Nachdem er in die USA zurückgekehrt war, nahm er zwei CDs auf und fing an, für die Zeitung Boston Globe Artikel zu schreiben. 1998 begann Wald damit, Bücher zu schreiben. Seit Januar 2016 führt Wald ein Songobiography genanntes Blog, in dem er u. a. zahlreiche Videoclips mit eigenen Aufnahmen „klassischer“ Folk- und Bluessongs samt Hintergrundinformationen und eigenen Gedanken dazu veröffentlicht.
Sein 2015 veröffentlichtes Sachbuch Dylan goes electric! diente als Vorlage für den Spielfilm Like A Complete Unknown (2024) mit Timothée Chalamet in der Rolle des Bob Dylan.

## Bibliografie (Auswahl)
- River of Song. A Musical Journey Down the Mississippi. 1998, ISBN 0-312-20059-5.
- Josh White. Society Blues. 2000, ISBN 1-55849-269-0.
- Narcocorrido. A journey into the music of drugs, guns, and guerrillas. 2002, ISBN 0-06-050510-9.
- Escaping the Delta. Robert Johnson and the Invention of the Blues. 2005, ISBN 0-06-052423-5.
  - Deutsche Ausgabe: Vom Mississippi zum Mainstream. Robert Johnson und die Erfindung des Blues. Rogner & Bernhard, Berlin 2012, ISBN 978-3-8077-1079-2.
- Dave Van Ronk. The Mayor of MacDougal Street. 2005, ISBN 0-306-81407-2.
- Riding With Strangers. A Hitchhiker’s Journey. 2006, ISBN 1-55652-605-9.
- Global Minstrels. Voices of World Music. 2006, ISBN 0-415-97929-3.
- How the Beatles Destroyed Rock’n’Roll. An Alternative History of American Popular Music. 2009, ISBN 978-0-19-534154-6.
- Dylan goes electric! Newport, Seeger, Dylan, and the night that split the Sixties. 2015, ISBN 978-0-06-236668-9.

## Diskografie
- 2000: Street Corner Cowboys
- 2001: African Acoustic

## Auszeichnungen
- 2002: Grammy Award für die Liner Notes von The Journey of Chris Strachwitz auf Arhoolie Records[4]